# The Two Popes
The Two Popes és una pel·lícula biogràfica de gènere dramàtic de 2019, dirigida per Fernando Meirelles i escrita per Anthony McCarten, basada en el seu propi llibre The Pope. La pel·lícula és protagonitzada per Anthony Hopkins i Jonathan Pryce. Es va estrenar en el Festival de Cinema de Telluride el 31 d'agost de 2019. Posteriorment va tenir una estrena limitada als cinemes dels Estats Units el 27 de novembre i es va començar a transmetre a través de Netflix el 20 de desembre del mateix any.

## Argument
Ambientada principalment a la Ciutat del Vaticà després de l'escàndol Vatileaks, la pel·lícula segueix el papa Benet XVI, interpretat per Anthony Hopkins, mentre intenta convèncer el cardenal Jorge Mario Bergoglio, interpretat per Jonathan Pryce, de reconsiderar la seva decisió de dimitir com a arquebisbe mentre confia les seves pròpies intencions d'abdicar el papat.

## Repartiment
- Anthony Hopkins, com el sant pare Benet XVI
- Jonathan Pryce, com el cardenal Jorge Mario Bergoglio, futur papa Francisco
  - Juan Minujín, como un jove Jorge Mario Bergoglio
- Sidney Cole, com el cardenal Peter Turkson
- Lisandro Fiks, com el pare Franz Jalics
- Luis Gnecco com el Cardenal Cláudio Hummes
- Thomas D. Williams, com el periodista americà
- Maria Ucedo, com Esther Ballestrine
- Emma Bonino, como ella mateixa

## Producció
El 6 de setembre de 2017, Netflix va confirmar la producció de la pel·lícula, dirigida per Fernando Meirelles i escrita per Anthony McCarten. Jonathan Pryce i Anthony Hopkins interpreten al cardenal Bergoglio i al papa Benet XVI, respectivament. La filmació va començar el mes de novembre a Argentina. La pel·lícula va començar la seva producció a Roma a l'abril de 2018, amb escenaris com la Capella Sixtina recreada a Cinecittà.

## Estrena
La pel·lícula es va estrenar en el Festival de Cinema de Telluride el 31 d'agost de 2019. També es va poder veure en el Festival Internacional de Cinema de Toronto el 9 de setembre de 2019. Posteriorment, es va fer una estrena limitada als Estats Units el 27 de novembre de 2019, i en el Regne Unit el dia 29 del mateix mes. La pel·lícula està disponible per a la seva visualització en streaming el dia 20 de desembre de 2019 a través de la plataforma Netflix.